# Jorge Sixto Fernández (militar argentino)
Jorge Sixto Fernández (28 de marzo de 1922 - 6 de agosto de 2000)  fue un militar argentino, perteneciente a la Fuerza Aérea Argentina. Con el grado de brigadier mayor, el 7 de abril de 1976, fue nombrado gobernador de la provincia de Mendoza por el presidente de facto Jorge Rafael Videla (bajo el gobierno de la Junta Militar), a cargo del Proceso de Reorganización Nacional, régimen que gobernó la Argentina entre 1976 y 1983.

## Biografía
Tras culminar con sus estudios de educación secundaria, Jorge Sixto Fernández ingresó como cadete de la Escuela de Aviación Militar el 1 de marzo de 1940. El 30 de noviembre de 1944 egresó como alférez del escalafón técnico, con orden de mérito 22 sobre un total de 67 cadetes egresados de la promoción 10° de la mencionada institución aeronáutica militar. Entre sus compañeros de promoción se destacan los alféreces Carlos Alberto Rey, Ezequiel Alfredo Martínez y Arturo Armando Cordón Aguirre.
Pasó a retiro efectivo el día 26 de marzo de 1971 con la jerarquía de Brigadier Mayor.

### Gobernador de Mendoza
Fue designado gobernador de la provincia de Mendoza por el presidente de facto, general Jorge Rafael Videla, por decreto n.º 47 del 7 de abril de 1976.
Era oriundo de Santa Fe, y al momento de su designación se encontraba ya retirado. Su gabinete fue formado exclusivamente por militares, a excepción de dos carteras, el Ministerio de Economía, Cultura y Educación y el Ministerio de Bienestar Social. Si bien en su gestión se iniciaron los esquemas represivos de la dictadura militar, no llegaba a tener un nivel de compromiso con el Proceso de Reorganización Nacional tan estrecho como otros interventores. Desistió de su cargo en 1980.
En 1979, decidió no celebrar el «Almuerzo de la Fuerzas Vivas», que realizan las bodegas provinciales con motivo de la vendimia. El motivo había sido por un conflicto entre ellas.
Renunció en 1980, la cual fue aceptada a partir del 15 de febrero de ese año por decreto n.º 356 del 13 de febrero. En su lugar fue designado el brigadier Rolando José Ghisani.